# Liste der Biografien/Lod
Liste der Biografien |
Portal Biografien |
Personensuche
# |
A |
B |
C |
D |
E |
F |
G |
H |
I |
J |
K |
L |
M |
N |
O |
P |
Q |
R |
S |
T |
U |
V |
W |
X |
Y |
Z |
?
 
La |
Lb |
Lc |
Le |
Lg |
Lh |
Li |
Lj |
Ll |
Lm |
Lo |
Lp |
Lt |
Lu |
Lv |
Lw |
Lx |
Ly |
Lz
 
Loa |
Lob |
Loc |
Lod |
Loe |
Lof |
Log |
Loh |
Loi |
Loj |
Lok |
Lol |
Lom |
Lon |
Loo |
Lop |
Loq |
Lor |
Los |
Lot |
Lou |
Lov |
Low |
Loy |
Loz
Die Liste der Biografien führt alle Personen auf, die in der deutschsprachigen Wikipedia einen Artikel haben. Dieses ist eine Teilliste mit 141 Einträgen von Personen, deren Namen mit den Buchstaben „Lod“ beginnt.

## Lod
- Lod, Robin (* 1993), finnischer Fußballspieler

### Loda
- Loda, Nicola (* 1971), italienischer Radrennfahrer
- Lodadio, Marco (* 1992), italienischer Kunstturner
- Lodahl, Gertrud (1878–1930), deutsche Politikerin (SPD)
- Lodati, Claudio (* 1954), italienischer Jazzmusiker
- Lodato, Tiziana (* 1976), italienische Filmschauspielerin
- Loday, Jean-Louis (1946–2012), französischer Mathematiker
- Loday, Yves (* 1955), französischer Segler

### Lodb
- Lodberg, Niels (* 1980), dänischer Fußballspieler
- Lodberg, Torben (1929–2014), dänischer Journalist, Redakteur und Autor

### Lodd
- Lodde, Joseph (1879–1943), deutscher römisch-katholischer Geistlicher und NS-Opfer
- Lodden, Ebba (1913–1997), norwegische Politikerin
- Lodden, Johnny (* 1985), norwegischer Pokerspieler
- Loddenkemper, Robert (1939–2023), deutscher Mediziner und Pneumologe
- Lodder, Helge Mark (* 1994), deutscher Schauspieler, Musicaldarsteller und TikTok-CreatorHelge Mark Lodder (* 1994)

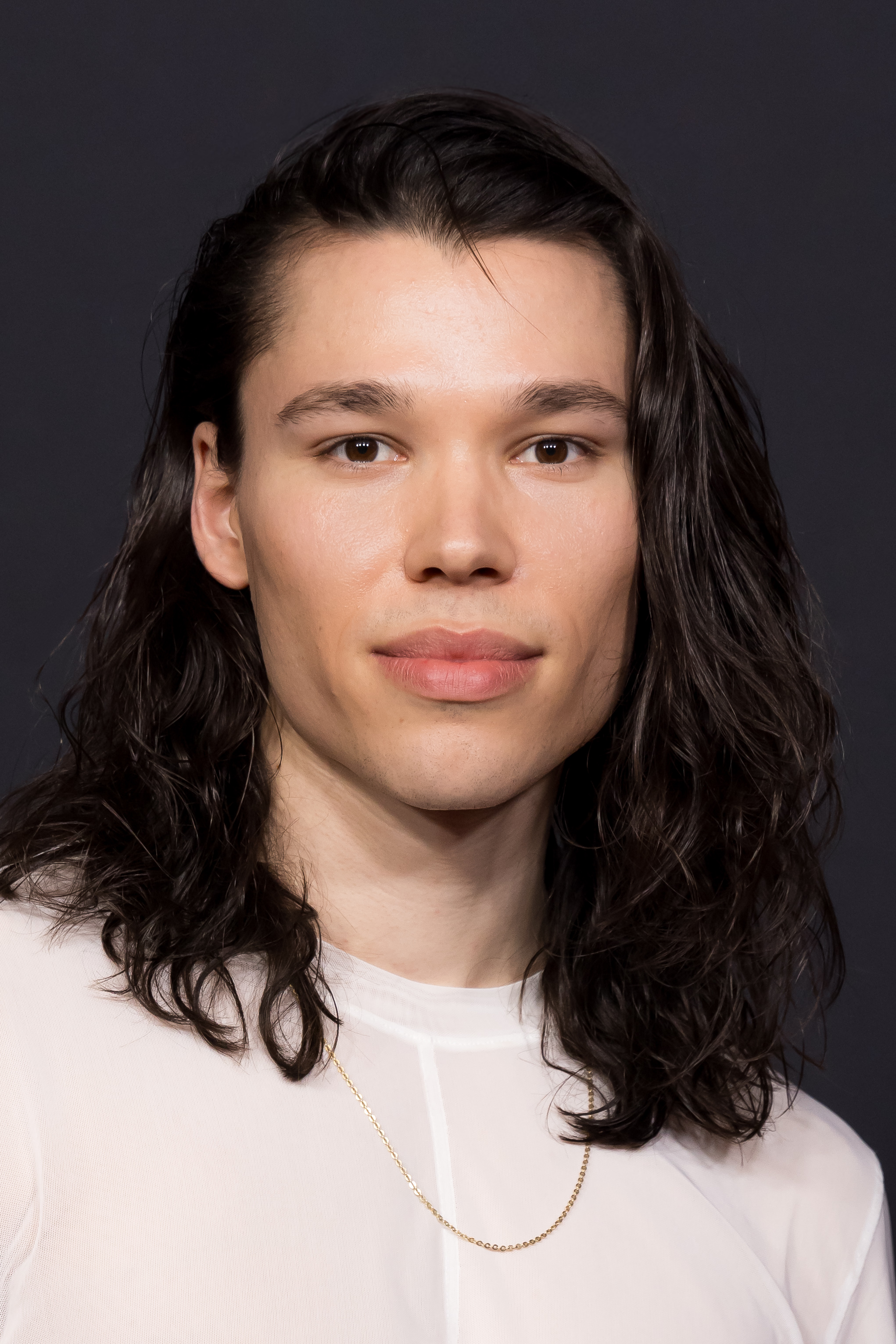
Helge Mark Lodder (* 1994)

- Lodder, Steve (* 1951), englischer Jazzkeyboarder
- Lodders, Catharina, niederländisches Fotomodell und Miss World 1962Catharina Lodders

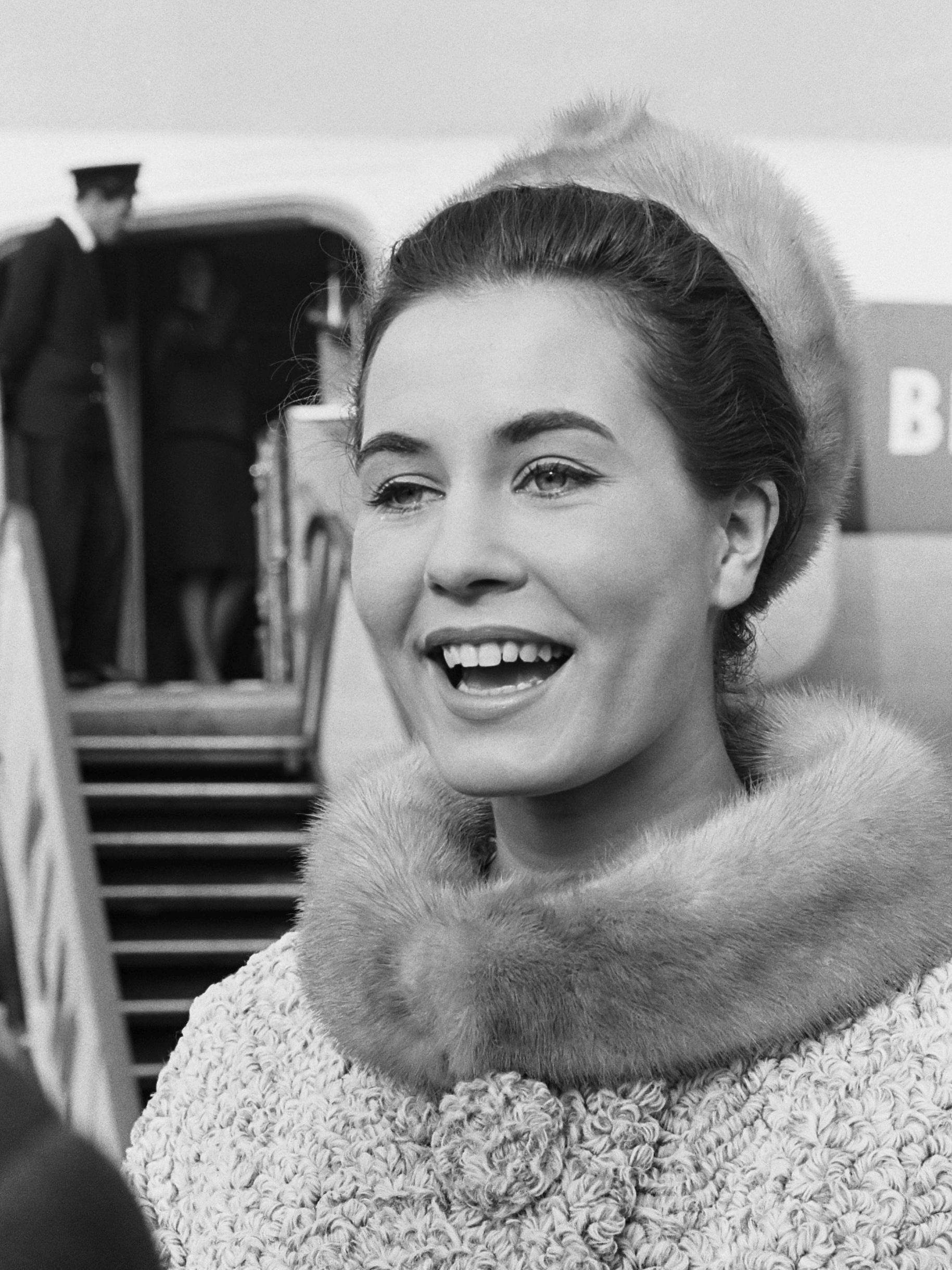
Catharina Lodders

- Lodders, Eckhard (* 1957), deutscher Basketballspieler
- Lodders, Frauke (* 1984), deutsche Regisseurin, Drehbuchautorin und Produzentin
- Lodders, Jannik (* 1992), deutscher Basketballspieler
- Lodders, Robin (* 1994), deutscher Basketballspieler
- Lodders, Rudolf (1901–1978), deutscher Architekt
- Loddgard, Magnus (* 1979), norwegischer Dirigent, Pianist und Korrepetitor
- Loddi, Loris (* 1957), italienischer Schauspieler und Synchronsprecher
- Loddiges, George (1786–1846), englischer Botaniker, Illustrator und Ornithologe
- Lodding, Hermann, deutscher Fußballspieler
- Loddo, Alberto (* 1979), italienischer Radrennfahrer

### Lode
- Lode, Arnulf (* 1941), deutscher Politiker (CSU), MdL
- Lode, Christoph (* 1977), deutscher Schriftsteller
- Lode, Emil (1906–1986), deutscher Unternehmer
- Lode, Ernst-Jürgen (* 1940), deutscher Agrarwissenschaftler, Verbandspräsident und Bürgermeister
- Lode, Holger (* 1967), deutscher Kinder- und Jugendpsychiater
- Lode, Marius (* 1993), norwegischer Fußballspieler
- Lodehat, Peder Jensen († 1416), dänischer Bischof und enger Vertrauter der Regentin Margarethe I.
- Lodeiro, Nicolás (* 1989), uruguayischer Fußballspieler
- Lödel, Adi (1937–1955), deutscher Schauspieler
- Lödel, Heinrich (1798–1861), deutscher Kupfer- und Holzstecher
- Lödel, Karl Eduard von (1848–1924), deutscher Reichsgerichtsrat
- Lodemann, André (* 1970), deutscher DJ, Komponist, Musikproduzent und Labelgründer im Bereich der elektronischen Musik (Deep House, Tech House)
- Lodemann, Carl Hermann (1857–1897), deutscher Landrat
- Lodemann, Christian (1805–1878), deutscher Verwaltungsjurist und Politiker
- Lodemann, Erich (1909–1944), deutscher Widerstandskämpfer gegen das NS-Regime
- Lodemann, Georg (1827–1893), deutscher Verwaltungsjurist
- Lodemann, Hermann (1869–1944), deutscher Jurist, Autor und Bürgermeister von Hannover-Linden
- Lodemann, Jürgen (* 1936), deutscher Fernsehjournalist und Schriftsteller
- Lødemel, Astrid (* 1971), norwegische Skirennläuferin
- Loden, Barbara (1932–1980), US-amerikanische Schauspielerin
- Lodéon, Frédéric (* 1952), französischer Cellist und Dirigent
- Loder, Allister (* 1989), Verkehrsforscher
- Loder, Anne Marie (* 1969), kanadische Schauspielerin
- Loder, Bernard (1849–1935), niederländischer Jurist und erster Präsident des Ständigen Internationalen Gerichtshofs
- Loder, Dietrich (* 1900), deutscher Marineoffizier, nationalsozialistischer Schriftsteller und Publizist
- Löder, Elias (* 2000), deutscher Fußballspieler
- Loder, Friedrich Wilhelm (1757–1823), deutscher Kirchenlieddichter und Verwaltungsbeamter
- Loder, John (1898–1988), britischer Schauspieler
- Loder, Justus Christian (1753–1832), deutsch-baltischer Anatom, Chirurg, Leibarzt von Zar Alexander I.
- Loder, Kate (1825–1904), englische Pianistin und Komponistin
- Loder, Kurt (* 1945), US-amerikanischer Fernsehmoderator, Filmkritiker und JournalistKurt Loder (* 1945)

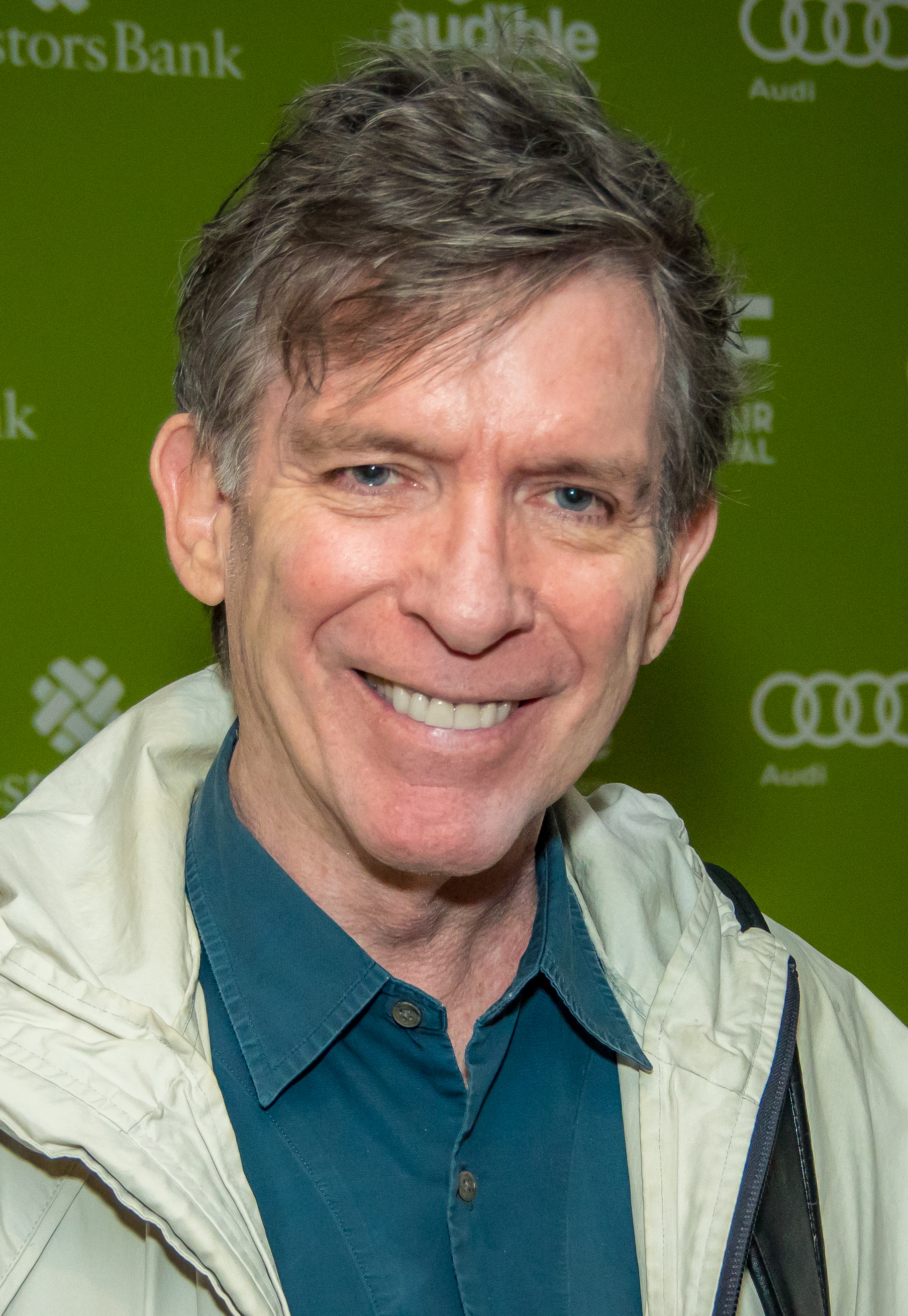
Kurt Loder (* 1945)

- Löder, Mathias (* 1933), deutscher Radrennfahrer
- Loder, Matthäus (1781–1828), österreichischer Maler des Biedermeier
- Loder, Otto (1894–1980), Schweizer Kommunalpolitiker (Sozialdemokrat) in Thun
- Loderer, Angelika (* 1984), österreichische Bildhauerin
- Loderer, Benedikt (* 1945), Schweizer Architekt und Publizist
- Loderer, Claudio (* 1950), Schweizer Ökonom
- Loderer, Eugen (1920–1995), deutscher Gewerkschaftsfunktionär
- Loderer, Sabine (* 1981), deutsche Fußballspielerin
- Loderer, Thomas (* 1969), deutscher Bürgermeister
- Lödermann, Theresa (* 1956), deutsche Politikerin (Bündnis 90/Die Grünen), MdL
- Lodermeier, Ernst (1908–1998), deutscher Jurist und Bankmanager
- Lodermeier, Gabi (* 1953), deutsche Kabarettistin und SängerinGabi Lodermeier (* 1953)

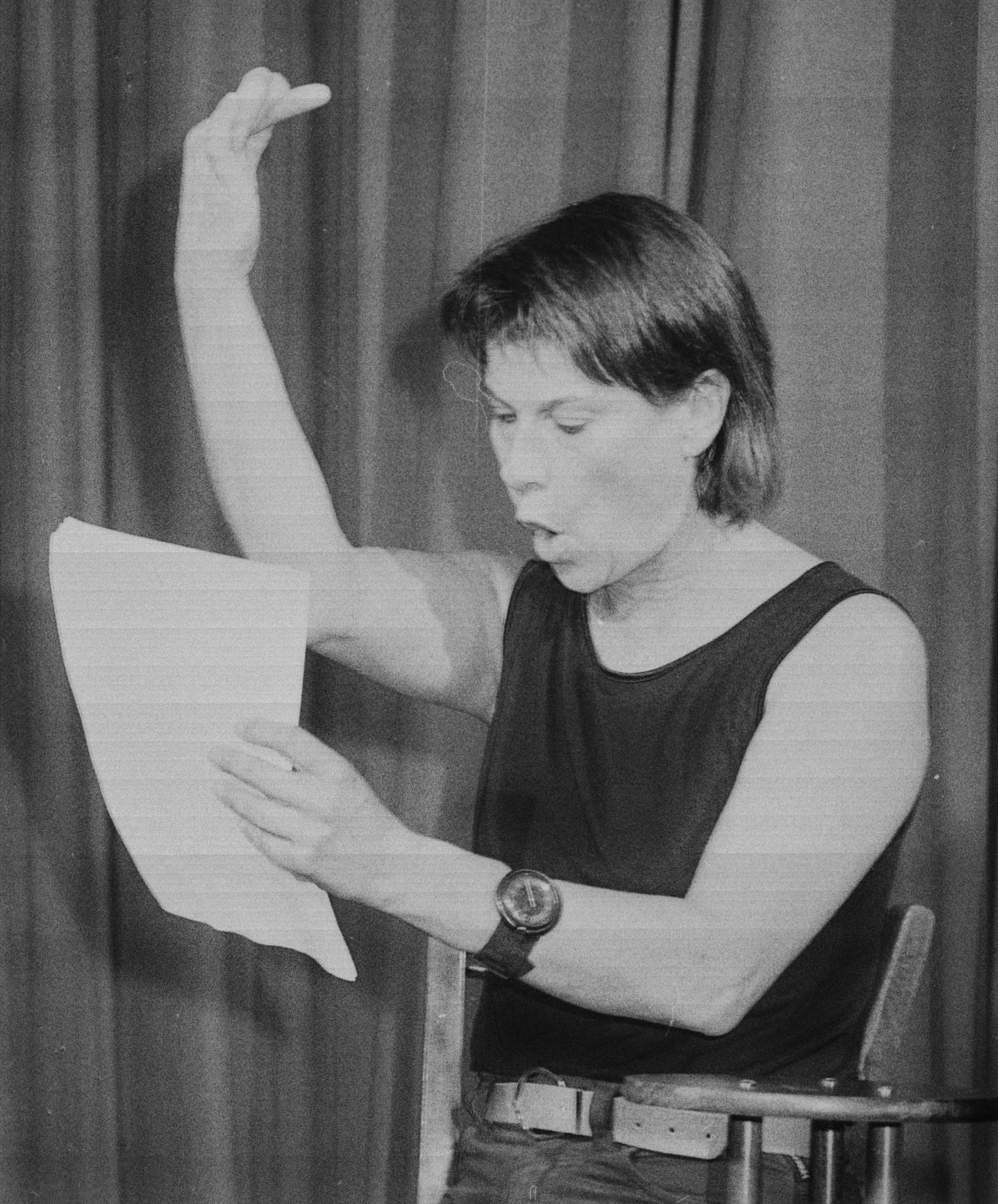
Gabi Lodermeier (* 1953)

- Lodermeier, Hans (1913–2000), deutscher Motorradrennfahrer
- Lodes, Birgit (* 1967), deutsche Musikwissenschaftlerin und Hochschullehrerin
- Lodes, Rudolf (1909–2006), deutscher Mediziner und Künstler
- Lodetti, Giovanni (1942–2023), italienischer Fußballspieler
- Lodeweges, Dwight (* 1957), niederländischer Fußballspieler und Fußballtrainer
- Lodewijk Heyligen (1304–1361), Musiktheoretiker
- Lodewijk, Martin (* 1939), niederländischer Comiczeichner
- Lodewijks, Patrick (* 1967), niederländischer Fußballtorhüter und Torwarttrainer
- Lodewyck, Klaas (* 1988), belgischer Radrennfahrer

### Lodg
- Lodge, David (1935–2025), britischer Schriftsteller
- Lodge, Emma (* 1992), kanadische Biathletin
- Lodge, George Edward (1860–1954), britischer Vogelmaler und Naturschützer
- Lodge, Harry (* 1967), britischer Radrennfahrer
- Lodge, Henry Cabot junior (1902–1985), US-amerikanischer Politiker und Diplomat
- Lodge, Henry Cabot senior (1850–1924), US-amerikanischer Politiker
- Lodge, Jean (* 1927), britische Schauspielerin
- Lodge, John (* 1945), britischer Rockmusiker (The Moody Blues)
- Lodge, John Davis (1903–1985), US-amerikanischer Politiker, Gouverneur von Connecticut
- Lodge, Michael, britischer Funktionär der Internationalen Meeresbodenbehörde
- Lodge, Oliver (1851–1940), englischer Physiker
- Lodge, Stuart (* 1988), kanadischer Biathlet
- Lodge, Thomas († 1625), englischer Dichter und Dramatiker
- Lodgman von Auen, Rudolf (1877–1962), sudetendeutscher PolitikerRudolf Lodgman von Auen (1877–1962)

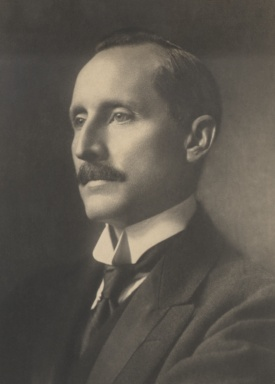
Rudolf Lodgman von Auen (1877–1962)

### Lodi
- Lodi Fé, Romano (1881–1971), italienischer Diplomat
- Lodi, Alberto Piazza da (* 1490), italienischer Maler der Renaissance
- Lodi, Bahlul († 1489), Regent des islamischen Sultanats von Delhi
- Lodi, Ettore (1859–1935), italienischer Geistlicher und römisch-katholischer Weihbischof in Bologna
- Lodi, Francesco (* 1984), italienischer Fußballspieler
- Lodi, Renan (* 1998), brasilianischer FußballspielerRenan Lodi (* 1998)

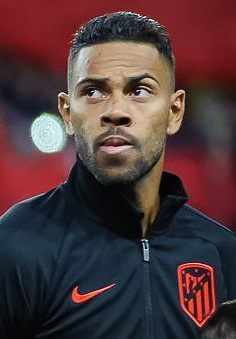
Renan Lodi (* 1998)

- Lodi, Sikandar († 1517), Regent des islamischen Sultanats von Delhi
- Lodi, Teresa (1889–1971), italienische Bibliothekarin, Papyrologin und Paläografin
- Lodi, Yonca (* 1974), türkische Popmusikerin
- Lödige, Hartwig (1952–2015), deutscher Buchautor
- Lodikowa, Darja Jurjewna (* 1996), russische Tennisspielerin
- Lodin, Hans (* 1966), schwedischer Eishockeyspieler
- Löding, Johann Ernst († 1826), deutscher Goldschmied und Diakon in Einbeck
- Lodish, Harvey (* 1941), US-amerikanischer Molekular- und Zellbiologe

### Lodl
- Lödler, Thomas (* 1973), österreichisch-kroatischer Skirennläufer

### Lodo
- Lodo, Matteo (* 1994), italienischer Ruderer
- Lodoidamba, Tschadraabalyn (1917–1969), mongolischer Schriftsteller und Dramatiker
- Lodoli, Carlo (1690–1761), italienischer Franziskaner und Architekturtheoretiker
- Lodoli, Elisabetta (* 1952), italienische Filmregisseurin und Autorin
- Lodonu, Francis Anani Kofi (* 1937), ghanaischer Geistlicher, emeritierter römisch-katholischer Bischof von Ho
- Lodos García, Álex (* 2002), spanischer Handballspieler
- Lodovini, Valentina (* 1978), italienische Film- und Fernsehschauspielerin

### Lodr
- Lodron, Franz von (1614–1652), österreichischer Geistlicher, Bischof von Gurk (1643–1652)
- Lodron, Karl Franz von (1748–1828), Fürstbischof von Brixen
- Lodron, Ludovico (1484–1537), Landknechtsführer in habsburgischen Diensten
- Lodron, Max von (1757–1823), bayerischer Adeliger und Verwaltungsbeamter
- Lodron, Paris von (1586–1653), Erzbischof von SalzburgParis von Lodron (1586–1653)

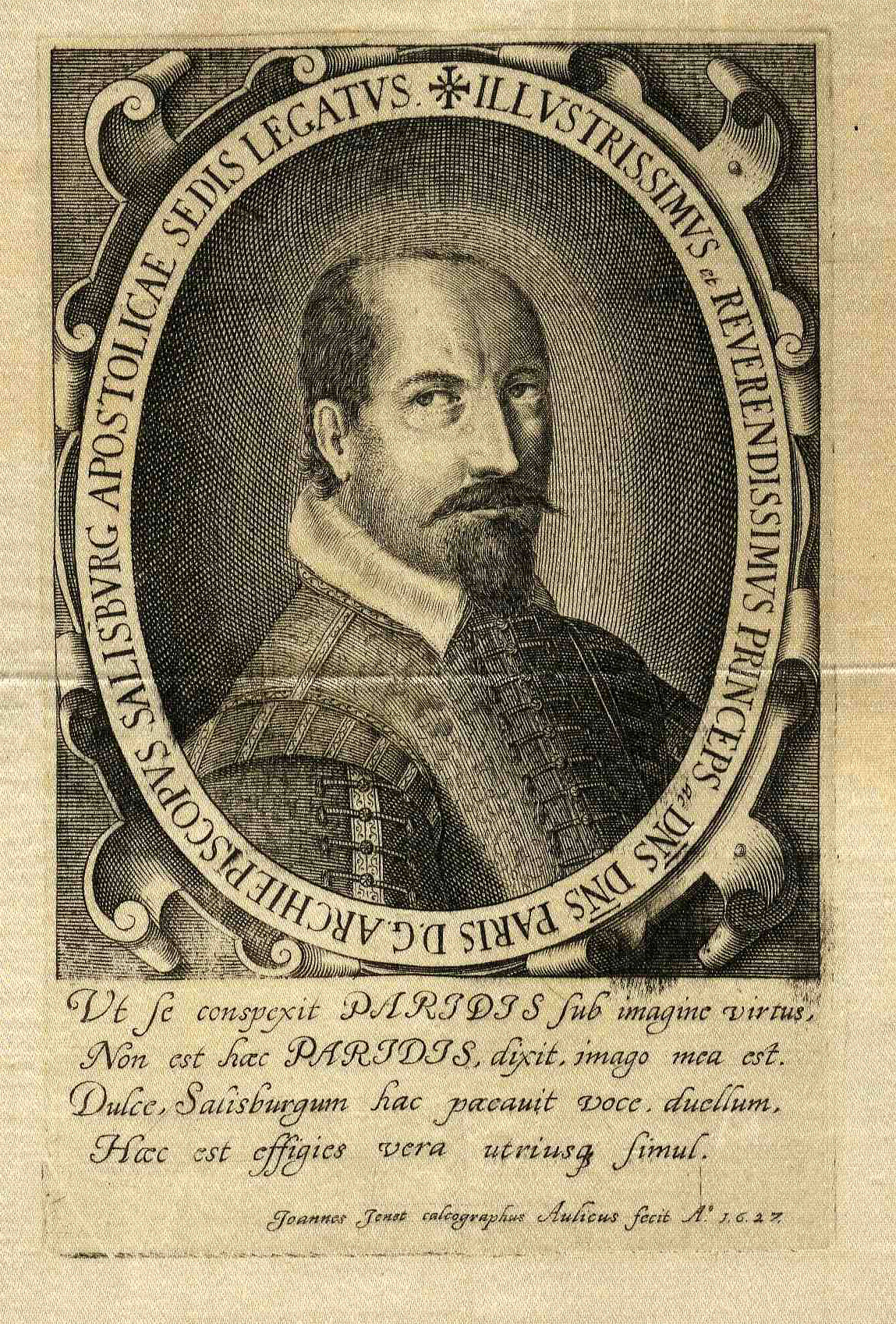
Paris von Lodron (1586–1653)

- Lodron, Sebastian von (1601–1643), Bischof von Gurk (1630–1643)
- Lodron-Laterano, Albert von (1847–1914), österreichischer Gutsbesitzer und Politiker, Landtagsabgeordneter
- Lodron-Laterano, Karl von (1807–1860), österreichischer Jurist, Schriftsteller und Politiker, Landtagsabgeordneter
- Lodron-Laterano, Kaspar von (1815–1895), österreichischer Jurist, Landespräsident von Kärnten
- Lodron-Laterano, Konstantin zu (1806–1880), österreichischer Industrieller und Politiker, Landtagsabgeordneter

### Lods
- Lods, Marcel (1891–1978), französischer Architekt und Stadtplaner

### Lodt
- Lodtmann, Carl Gerhard Wilhelm (1720–1755), deutscher Jurist, Historiker, Philosoph und Hochschullehrer
- Lodtmann, Carl Heinrich Ludwig (1756–1805), Jurist, Historiker und Archivar
- Lodtmann, Justus Friedrich August (1743–1808), Verwaltungsjurist und Historiker

### Lodu
- Lodu Tombe, Erkolano (* 1943), sudanesischer Geistlicher, römisch-katholischer Bischof von Yei
- LoDuca, Joseph (* 1958), US-amerikanischer Fernseh- und Filmkomponist

### Lodw
- Lodwick, Todd (* 1976), US-amerikanischer Nordischer Kombinierer
- Lodwick, Wyn (1927–2024), walisischer Jazzmusiker (Klarinette)
- Lodwig, Ray, amerikanischer Jazztrompeter, Sänger und Songwriter
- Lodwig, Ulrike (* 1962), deutsche Schauspielerin

### Lody
- Lody, Carl Hans (1877–1914), deutscher Spion des Ersten Weltkriegs
- Lodyga, Karolina (* 1984), deutsche SchauspielerinKarolina Lodyga (* 1984)

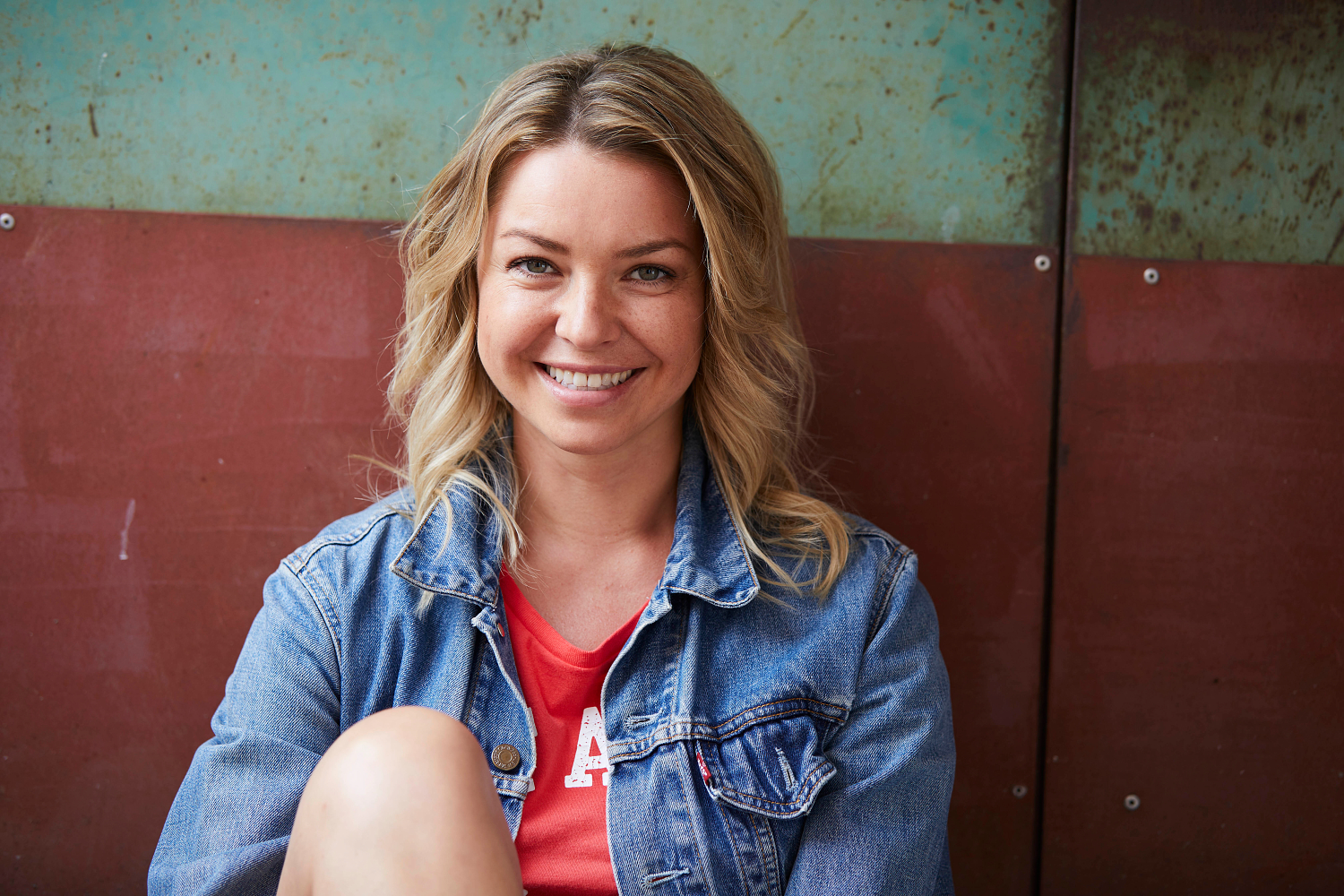
Karolina Lodyga (* 1984)

- Lodygin, Alexander Nikolajewitsch (1847–1923), russischer Elektroingenieur
- Lodygin, Juri Wladimirowitsch (* 1990), russisch-griechischer Fußballspieler
- Lodynski, Peter (1936–2021), österreichischer Kabarettist, Regisseur und Schriftsteller

### Lodz
- Lodziewski, Sven (* 1965), deutscher Schwimmer